# Menelaos (Diadoche)
Menelaos (altgriechisch Μενέλαος Menélaos; † nach 284 v. Chr.) war ein makedonischer General in der Zeit der Diadochenkriege des 4. vorchristlichen Jahrhunderts.
Er war ein Sohn des makedonischen Adligen Lagos und der Arsinoë, die wohl mit dem makedonischen Königshaus verwandt war. Sein Bruder war der Dynastiegründer Ptolemaios. Zusammen mit Seleukos und der Unterstützung des Stadtkönigs Nikokreon von Soloi eroberte er während des dritten Diadochenkrieges 314 v. Chr. die Insel Zypern. Hier amtierte er nach dem Tode Nikokreons 311/310 v. Chr. als Untergebener seines Bruders im Amt eines Strategen. Vermutlich wurde er auch Stadtkönig von Salamis, da er dort Münzen mit seinem Namen schlug. Die Herrschaft der „Lagiden“ (Ptolemäer) auf der Insel verteidigte er mit der Niederschlagung des rebellierenden Stadtkönigs Nikokles von Paphos.
Während des vierten Diadochenkrieges konnte Menelaos 306 v. Chr. die Landung des Demetrios Poliorketes auf Zypern nicht verhindern und wurde von diesem in Salamis eingeschlossen. Ein Entsatzversuch seines Bruders Ptolemaios scheiterte in einer schweren Niederlage auf See, woraufhin Menelaos die Insel aufgeben musste. Zypern wurde 295 v. Chr. erneut und nun dauerhaft von Ptolemaios erobert.
Menelaos hatte als erster eponymer Priester des vergöttlichten Alexander (Ptolemäischer Alexanderkult) fünf Amtszeiten lang amtiert, wobei lediglich seine beiden letzten Amtszeiten im neununddreißigsten (285/284 v. Chr.) und vierzigsten (284/283 v. Chr.) Regierungsjahr des Ptolemaios I. durch Papyrusfunde belegt sind.

## Weblink
- Menelaos bei genealogie-mittelalter.de (Hellenismus)